# Sabine Rieckhoff
Sabine Rieckhoff (* 10. August 1944 in Berlin, zeitweilig Sabine Rieckhoff-Pauli, Sabine Rieckhoff-Hesse) ist eine deutsche Prähistorikerin und provinzialrömische Archäologin. Sie hatte von 1993 bis 2009 den Lehrstuhl für Ur- und Frühgeschichte an der Universität Leipzig inne.

## Leben und Wirken
Sie studierte in München, Marburg und Freiburg die Fächer Provinzialrömische Archäologie, Vor- und Frühgeschichte, Klassische Archäologie und Alte Geschichte. 1974 wurde sie in Freiburg mit einer Arbeit zu Funden aus dem Kastellvicus Hüfingen promoviert.
Sabine Rieckhoff war bis 1993 als Konservatorin an den Museen der Stadt Regensburg für die Sammlungen der Kunst- und Kulturgeschichte zuständig. Sie habilitierte sich 1992 an der Universität Marburg mit einer Schrift über Süddeutschland im Spannungsfeld von Kelten, Germanen und Römern. Von 1993 bis 2009 leitete sie den Lehrstuhl für Ur- und Frühgeschichte an der Universität Leipzig.
Ihre Forschungsschwerpunkte liegen in der Archäologie der Römischen Provinzen, mit Schwerpunkt auf Kelten und Germanen, weiterhin in der Museumsdidaktik, Frühe Metallzeit sowie Theorie und Forschungsgeschichte.

## Schriften (Auswahl)
- Münzen und Fibeln aus dem Vicus des Kastells Hüfingen (Schwarzwald-Baar-Kreis). In: Saalburg-Jahrbuch 32, 1975, S. 5–104 (Dissertation).
- Süddeutschland im Spannungsfeld von Kelten, Germanen und Römern. Studien zur Chronologie der Spätlatènezeit im südlichen Mitteleuropa (= Trierer Zeitschrift für Geschichte und Kunst des Trierer Landes und seiner Nachbargebiete Beiheft 19). Rheinisches Landesmuseum, Trier 1995, ISBN 3-923319-31-2.
- mit Jörg Biel: Die Kelten in Deutschland. Theiss, Stuttgart 2001, ISBN 3-8062-1367-4.